# Uvod v kvantno mehaniko
Kvántna mehánika je fizikalna znanost zelo majhnega. Pojasni obnašanje snovi in njenih interakcij z energijo na ravni atomov in osnovnih delcev. Za razliko od tega klasična fizika pojasni snov in energijo le na velikostih, ki so domače. Zgled je obnašanje astronomskih teles, na primer Lune. Klasična fizika se še vedno uporablja v moderni znanosti in tehnologiji. A proti koncu 19. stoletja so znanstveniki odkrili razne nepredvidljive pojave tako v velikem (makro) in majhnem (mikro) svetu, ki jih klasična fizika ni mogla razložiti. Da pa bi razrešili nejasnosti med temi pojavi, sta kasneje sledili dve največji revoluciji v fiziki, ki sta ustvarili dve novi veliki teoriji: teorijo relativnosti in teorijo kvantne mehanike. Članek opisuje, kako so fiziki odkrivali napake v klasični fiziki in izoblikovali glavni koncept kvantne teorije, ki je zamenjala staro teorijo. Opisuje koncepte v grobem vrstnem redu odkritja. Za bolj natančno zgodovino kvantne mehanike glej zgodovina kvantne mehanike.
Svetloba se v nekaterih pogledih obnaša kot delci, v nekaterih pogledih pa kot valovanje. Snov – »sestavnost« vesolja, ki je sestavljena iz delcev, kot so elektroni in atomi – se tudi obnaša kot valovanje. Nekateri viri svetlobe, kot so neonske luči, podajo le določene specifične frekvence svetlobe, majhen nabor različnih čistih barv, ki jih določa neonova atomska struktura. Kvantna mehanika pokaže, da prihaja svetloba, skupaj z ostalimi oblikami elektromagnetnega sevanja, v nezveznih enotah, imenovanih fotoni in napove njihove spektralne energije (ki so čiste barve) in jakosti svetlobnih žarkov. En foton je kvant, oziroma najmanjši opazljiv delec elektromagnetnega polja. Deleža fotona (npr. polovice) se ne da nikoli eksperimentalno opazovati. Širše rečeno, kvantna mehanika pokaže, da veliko značilnosti teles, kot so lega, hitrost in vrtilna količina, izgleda v klasični mehaniki zveznih. A če se poveča in približa pogled, se razkrije, da so te značilnosti kvantizirane. Takšne značilnosti osnovnih delcev morajo zavzeti eno izmed majhnih, nezveznih dovoljenih vrednosti. A ker so te razdalje med vrednostmi tako majhne, se teh značilnosti na makroskopskem svetu ne opazi.
Veliko spoznanj kvantne mehanike je protiintiutivnih in se lahko zdijo paradoksalna, saj opišejo obnašanje narave nekoliko drugače od videnega na večjih razdaljah. Z besedami fizika Richarda Feynmana, kvantna mehanika obravnava »naravo, takšno, kot je – absurdno«.
Na primer: načelo nedoločenosti kvantne mehanike pove, da vse bolj kot se bo točno izvedlo merjenje (kot lego delca), vse manj točno bo druga, komplementarna meritev, ki se nanaša na isti delec (kot njegova gibalna količina ali hitrost).
Drugi primer je kvantna prepletenost, kjer meritev delca, pri katerem sta možni le dve stanji (kot svetloba, polarizirana gor ali dol), narejena na kateremkoli izmed dveh »prepletenih« delcev, ki sta zelo daleč stran, povzroči, da bo merjenje na drugem delcu vedno obratno (kot polarizacija v obratni smeri).
Končni primer je supertekočnost, kjer tekoči helij v posodi, če se ga ohladi na skoraj absolutno ničlo, spontano (počasi) leze navzgor in skozi odprtino posode, kar je v nasprotju s splošnim gravitacijskim zakonom.

## Prva kvantna teorija: Max Planck in sevanje črnega telesa
Toplotno sevanje je elektromagnetno sevanje, ki ga seva površina telesa zaradi notranje energije telesa (toplote). Če je objekt dovolj vroč, začne oddajati sevanje v rdečem delu spektra in postane rdeče barve.
Še nadaljnje segrevanje povzroči, da se začne telesu barva spreminjati od rdeče proti rumeni, beli in modri, saj začne sevati v vse krajših valovnih dolžinah (višjih frekvencah). Popolno izsevno telo je tudi popolni absorber: ko je mrzel, izgleda popolnoma črn, ker absorbira vso svetlobo, ki pade nanj in ne seva ničesar. Zato idealno termalno sevalno telo imenujemo tudi črno telo, sevanje, ki ga oddaja, pa sevanje črnega telesa. 
V poznem 19. stoletju je bilo termalno sevanje zelo dobro opisano, tudi eksperimentalno. A klasična fizika je vodila do Rayleigh-Jeansovega približka, ki se je, kot na sliki, obnesel pri poskusih na nizkih frekvencah, a se je obnašal zelo nepravilno na višjih frekvencah. Fiziki so iskali enotno teorijo, ki bi opisala vse eksperimentalne rezultate.
Prvi model, ki je bil zmožen opisati polni spekter termalnega sevanja, je podal Max Planck leta 1900. Predlagal je matematični model, kjer bi bilo termalno sevanje v ravnotežju z množico harmoničnih oscilatorjev. Da bi opisal eksperimentalne rezultate je sklepal, da vsak oscilator seva le določeno naravno število enot energije, raje kot da seva katerokoli vrednost energije. Z drugimi besedami: energija, ki jo izvrže oscilator, je bila kvantizirana. Kvant energije za vsak oscilator, po Plancku, je premo sorazmeren frekvenci oscilatorja; konstanta je sedaj znana kot Planckova konstanta. Planckova konstanta, največkrat označena s h, ima vrednost 6,63×10−34 J s. Torej je energija E oscilatorja s frekvenco f podana z:
{\displaystyle E=nhf,\qquad (n=1,2,3,\ldots )\!\,}
Za spremembo barve takšnega sevajočega telesa je nujno, da se spremeni njegova temperatura. Planckov zakon pove zakaj: če se poveča temperaturo telesa, to omogoči, da seva več energije nasploh, kar pomeni, da je večji delež energije na vijoličnem koncu spektra.
Planckov zakon je bil prva kvantna teorija v fiziki, za katerega je Planck leta 1918 dobil tudi Nobelovo nagrado za »napredek k fiziki, ki ga je ustvaril, ko je odkril energijske kvante«. Takrat je bil Planckov pogled popolnoma hevrističen matematičen konstrukt, ne pa tudi (kot se sedaj misli) osnovna sprememba v odkrivanju sveta.

## Fotoni: kvantizacija svetlobe
Leta 1905 je Albert Einstein naredil velik korak. Predlagal je, da kvantizacija ni le matematična struktura, ampak da se energija v žarku svetlobe sešteva iz posameznih svetlobnih paketkov, imenovanih fotoni. Energija enega fotona svetlobe je izračunana kot zmnožek frekvence {\displaystyle f} in Planckove konstante {\displaystyle h} (zelo majhno pozitivno število):
{\displaystyle E=hf\!\,.}
Več stoletij so znanstveniki razglabljali o naravni svetlobe: je valovanje ali jo sestavlja tok majhnih delcev? Z 19. stoletjem je bil svet precej bolj naklonjen valovni teoriji svetlobe, saj je lahko pojasnila opazovane pojave, kot so lom, uklon, interferenca in polarizacija. James Clerk Maxwell je pokazal, da za elektriko, magnetizmom in svetlobo stoji isti pojav: elektromagnetno polje. Maxwellove enačbe, ki so popolni nabor zakonov klasičnega elektromagnetizma, opisuje svetlobo kot valovanje: kombinacija nihajoče elektrike in magnetnih polj. Zaradi naklonjenosti svetlobi, kot valovanju, so bile Einsteinove teorije sprejete z velikim neodobravanjem. A sčasoma je postal model s fotoni priljubljen. Eden bolj opaznih dokazov v njegovo prednost je zmožnost razložiti več spoznanj iz fotoelektričnega pojava, ki je opisan v naslednjem poglavju. A za popolno razumevanje narave je potrebna tudi valovna analogija, saj je ta ustrezno razložila ostale značilnosti svetlobe: uklon, lom in interferenco.

### Fotoelektrični pojav
Leta 1887 je Heinrich Hertz opazoval, da ko svetloba z dovolj veliko frekvenco zadene kovinsko ploščo, površina odda elektrone. Leta 1902 je Philipp Lenard odkril, da je maksimalna možna energija izvrženega elektrona odvisna od frekvence svetlobe, ne od njene jakosti: če je frekvenca prenizka, ni izvržen niti eden elektron, ne glede na jakost. Močni žarki blizu rdečega dela spektra morda ne bodo proizvedli nič električne potencialne energije, toda šibki žarki blizu vijoličnega dela spektra lahko proizvedejo višje in višje napetosti. Najnižja frekvenca svetlobe, da izvrže elektrone, imenovana frekvenčni prag, je različna za vsako kovino posebej. To opazovanje je drugačno od klasičnega elektromagnetizma, ki napove, da je energija elektrona premo sorazmerna jakosti vpadne svetlobe.:24 Torej, ko so fiziki prvič odkrili naprave, ki proizvedejo fotoelektrični pojav, so sprva pričakovali, da bo višja jakost svetlobe povzročila višjo napetost.
Einstein je ta pojav pojasnil tako, da je obravnaval žarek svetlobe kot curek delcev (»fotonov«) in torej, če je frekvenca žarka enaka f, je energija vsakega fotona enaka hf. Foton lahko zadene elektron, na katerega nato prenese največ hf energije. Torej jakost žarka nima učinka, maksimalno energijo, ki pa se prenese na elektron, pa določa le frekvenca.
Da bi pojasnil ta pojav, je Einstein trdil, da potrebuje elektron določeno vrednost energije, imenovano delovna funkcija, označeno s φ, da odstrani elektron s kovine. Ta vrednost energije je za vsako kovino drugačna. Če je energija fotona manj kot delovna funkcija, potem ne prenaša dovolj energije za zbitje elektrona iz kovine. Mejna frekvenca f0 je frekvenca fotona, katerega energija je enaka delovni funkciji:
{\displaystyle \varphi =hf_{0}\!\,.}
Če je f večji kot f0, potem je energija hf dovolj za odstranitev elektrona. Izvrženi elektron ima kinetično energijo EK, ki je največkrat enaka energiji fotona minus energiji, ki je potrebna za zbitje elektrona s kovine:
{\displaystyle E_{K}=hf-\varphi =h(f-f_{0})\!\,.}
Einsteinov opis svetlobe, kot sestavljene iz delcev, je razširila Planckov opis kvantizirane energije, ki je enaka energiji, ki jo prinese en foton z dano frekvenco f. Ta energija je za takšen foton enaka hf. Z drugimi besedami, posamezni fotoni lahko doprinesejo več ali manj energije, kar pa je odvisno izključno od njihove frekvence. V naravi se posamezni fotoni redko pojavljajo. Sonce in viri svetlobe v 19. stoletju so vsako sekundo izvrgli morje fotonov, torej pomembnost vsake energije, ki jo je nosil posamezen foton, ni bila očitna. Einsteinova zamisel, da je energija, ki jo nosi posamezen foton, odvisna le od frekvence, ki tudi pojasni večino eksperimentalnih rezultatov, se sprva zdi protiintuitivna. A četudi je foton delec, je svetloba še vedno opisana kot določena frekvenca valovanja. Če se šteje svetlobo kot delec, ne pojasni vsega, zato se še vedno potrebuje njeno valovno naravo.

### Posledice kvantizirane svetlobe
Povezava med frekvenco elektromagnetnega sevanja in energijo posameznega fotona, je sledila v to, da ultravijolična svetloba lahko človeka opeče, vidna ali infrardeča svetloba pa ne. Foton ultravijolične svetlobe dostavi visoko vrednost energije – dovolj da povzroči celično škodo in opekline. Foton infrardeče svetlobe prinese manj energije – le toliko, da človeka ogreje. Torej lahko infrardeča luč ogreje veliko površino, dovolj, da se ljudje v mrzli sobi počutijo prijetno, a nikogar ne more opeči.
Vsi fotoni enake frekvence imajo identične energije in vsi fotoni različnih frekvenc imajo premosorazmerne (red 1, Efoton = hf) energije. A četudi so energije, ki jih imajo fotoni, invariante na katerikoli dani frekvenci, začetne energije v fotoelektrični napravi zaradi absorbcije svetlobe niso nujno enake. Izstopajoči rezultati se lahko zgodijo v primeru posameznih elektronov. Na primer elektron, ki je bil že v vzbujenem stanju nad ravnotežno stopnjo, je lahko izvržen že pri nizki frekvenci. Statistično, karakteristično obnašanje fotoelektrične naprave odraža obnašanje velike večine morja elektronov, ki so na ravnotežni stopnji. To pomaga razumeti ločnico med raziskovanjem posameznih delcev v kvantni dinamiki in masivnih delcev v klasični fiziki.

## Kvantizacija snovi: Bohrov model atoma
Z začetkom 20. stoletja so dokazi zahtevali model atoma z difuznim oblakom negativno nabitih elektronov, ki obkrožajo majhno, gosto, pozitivno nabito jedro. Te značilnosti so namigovale na model, kjer elektroni krožijo okrog jedra kot planeti okrog Sonca. A atomi bi bili v tem modelu nestabilni: po klasični teoriji, bi krožeči elektroni centripetalno pospeševali, in bi torej morali sevati elektromagnetno sevanje, izguba energije pa bi povzročila, da bi spiralno padali proti jedru, na katerega bi trčili v delčku sekunde.

Druga, povezana zagonetka je bil emisijski spekter atomov. Ko se plin segreje, odda le določene nezvezne frekvence. Na primer vodik odda svetlobo, ki jo sestavljajo štiri različne barve, kot je prikazano na sliki spodaj. Tudi jakost svetlobe na različnih frekvencah je različna. Za razliko od tega belo svetlobo sestavlja zvezni spekter skozi ves razpon vidnih frekvenc. Ob koncu 19. stoletja je povezavo med različnimi črtami podajala Balmerjeva formula, a ni razložila zakaj ravno tako, ni pa napovedala tudi nobenih jakosti. Formula je napovedala še nekaj dodatnih spektralnih črt v ultravijolični in infrardeči svetlobi, ki pa jih takrat niso bili zmožni opazovati. Te črte so bile eksperimentalno potrjene šele kasneje, kar je tudi dvignilo zaupanje v formulo.
{\displaystyle \lambda =B\left({\frac {n^{2}}{n^{2}-4}}\right),\qquad (n=3,4,5,6)\!\,,}
kjer je B konstanta, ki jo je Balmer označil z 364.56 nm.
Leta 1888 je Johannes Rydberg posplošil in zelo povečal razlago Balmerjeve formule. Predpostavil je, da je λ povezana z dvema naravnima številoma n in m v formuli, ki je sedaj znana kot Rydbergova formula:
{\displaystyle {\frac {1}{\lambda }}=R\left({\frac {1}{m^{2}}}-{\frac {1}{n^{2}}}\right)\!\,,}
kjer je R Rydbergova konstanta, ki je enaka 0,0110 nm−1 in n mora biti večji kot m.
Rydbergova formula upošteva štiri vidne valovne dolžine tako, da se privzame m = 2 in n = 3, 4, 5, 6. Napove tudi dodatne valovne dolžine v emisijskem spektru: za m = 1 in za n > 1 bi moral emisijski spekter vsebovati določene ultravijolične valovne dolžine in za m = 3 in n > 3 bi moral vsebovati določene infrardeče valovne dolžine. Dve desetletji kasneje je prišlo eksperimentalno opazovanje: leta 1908 je Louis Paschen odkril nekaj od napovedanih infrardečih valovnih dolžin, leta 1914 pa je Theodore Lyman odkril nekaj napovedanih ultravijoličnih valovnih dolžin.
Tako Balmerjeva in Rydbergova formula uporabljata naravna števila: v modernem izrazoslovju to pomeni, da je nekaj značilnosti atoma kvantiziranih. Razumevanje, katere so te značilnosti in zakaj so kvantizirane, je glavni del v razvoju kvantne mehanike, kot sledi tudi v nadaljevanju tega članka. 
Leta 1913 je Niels Bohr predlagal nov model atoma, ki je vključeval kvantizirane elektronske lupine: elektroni še vedno krožijo okrog jedra kot planeti okrog Sonca, a zavzamejo lahko le določeno razdaljo od jedra, ne katerekoli razdalje. Ko atom odda (ali sprejme) energijo, se elektron ne premakne v zveznem tiru iz ene lupine na drugo, kot bi se pričakovalo klasično. Namesto tega elektron v trenutku preskoči iz ene lupine na drugo, kjer odda izsevano svetlobo v obliki fotona. Možne energije fotonov, ki ga odda posamezen element, so bile določene z razlikami v energijah med lupinami in torej vsak element lahko vsebuje določeno število črt.
Če je začel le iz ene preproste predpostavke, da morajo elektroni spoštovati lupine, je bil Bohrov model zmožen ustvariti opazovane spektralne črte v emisijskem spektru vodika s prej znanimi konstantami. V Bohrovem modelu elektron ne sme oddajati energije zvezno in trčiti v jedro: ko je enkrat v najbližji dovoljeni lupini, bo tam ostal za vedno. Bohrov model ni pojasnil, zakaj morajo biti kvantizirane lupine pojasnjene prav tako, ni tudi uspel napovedati dogajanja v atomih z več kot enim elektronom in zakaj so nekatere spektralne črte svetlejše kot druge.

Nekaj osnovnih sklepov iz Bohrovega modela je bilo kasneje dokazano napačnih – a ključni del, da so diskretne črte v emisijskem spektru posledica tega, da so nekatere značilnosti v atomu kvantizirane, je pravilen. Kakor se elektroni v resnici obnašajo je popolnoma drugače od Bohrovega modela in od tega, kar se vidi v vsakdanjem svetu; ta moderni kvantnomehanski model atoma je opisan spodaj.
Bohr je razmišljal, da je vrtilna količina L elektrona kvantizirana:
{\displaystyle L=n{\frac {h}{2\pi }}=n\hbar \!\,,}
kjer je n naravno število in h je Planckova konstanta. Če se začne iz predpostavke, Coulombov zakon in enačbe krožnega gibanja pokažejo, da elektron z n enotami vrtilne količine kroži okrog protona na razdalji r, kar je podano z:
{\displaystyle r={\frac {n^{2}h^{2}}{4\pi ^{2}k_{e}me^{2}}}\!\,,}
kjer je ke Coulombova konstanta, m je masa elektrona in e je naboj elektrona. Za poenostavitev se lahko to zapiše kot:
{\displaystyle r=n^{2}a_{0}\!\,,}
kjer je a0, imenovan Bohrov polmer, enak 0,0529 nm. Bohrov polmer je polmer najmanjše dovoljene lupine.
Energija elektrona se lahko izračuna z:
{\displaystyle E=-{\frac {k_{\mathrm {e} }e^{2}}{2a_{0}}}{\frac {1}{n^{2}}}}.
Torej Bohrova predpostavka, da je vrtilna količina kvantizirana, pomeni, da lahko elektron zavzame le določene lupine okrog jedra in da ima lahko le določene energije. Posledica tega je, da elektron ne trči v jedro: ne more zvezno oddajati energije in ne sme priti bližje jedru kot a0 (Bohrov polmer).
Elektron izgubi energijo, če nenadoma skoči iz izvorne lupine v nižjo; dodatna energija je izsevana v obliki fotona. Obratno, če elektron absorbira foton, pridobi energijo, in torej lahko skoči na lupino, ki je dlje od jedra.
Vsak foton iz žarečega vodika se zaradi elektrona, ki se premika iz višje lupine s polmerom rn, to a lower orbit, rm. The energy Eγ of this photon is the difference in the energies En and Em of the electron:
{\displaystyle E_{\gamma }=E_{n}-E_{m}={\frac {k_{\mathrm {e} }e^{2}}{2a_{0}}}\left({\frac {1}{m^{2}}}-{\frac {1}{n^{2}}}\right)\!\,.}
Po Planckovi enačbi, ki pravi, da je energija fotona povezana z njegovo valovno dolžino po Eγ = hc/λ, se dobi valovno dolžino svetlobe, ki se lahko izseva:
{\displaystyle {\frac {1}{\lambda }}={\frac {k_{\mathrm {e} }e^{2}}{2a_{0}hc}}\left({\frac {1}{m^{2}}}-{\frac {1}{n^{2}}}\right)\!\,.}
Ta enačba ima enako obliko kot Rydbergova formula in napove vrednost konstante R po:
{\displaystyle R={\frac {k_{\mathrm {e} }e^{2}}{2a_{0}hc}}\!\ .}
Torej lahko Bohrov model atoma napove emisijski spekter vodika glede na osnovne konstante. Toda ni bilo mogoče napraviti napovedi za atome z več elektroni, ali pojasniti zakaj so nekatere spektralne črte svetlejše kot druge.

## Delčnovalovna dualnost
Kot ima svetloba tako valovno in delčno naravo, ima tudi snov valovne značilnosti.
Da se snov obnaša kot valovanje, je bilo prvič eksperimentalno dokazano za elektrone: curek elektronov lahko ustvari uklon, kot tudi žarek svetlobe ali vodni val. Podobni valovni pojavi so se kasneje pokazali tudi za atome in celo za molekule.
Valovna dolžina λ je s katerimkoli telesom preko gibalne količine p povezana s Planckovo konstanto h:
{\displaystyle p={\frac {h}{\lambda }}\!\,.}
Ta povezava, imenovana de Broglieva domneva, velja za vse vrste snovi: vsa snov odraža značilnosti tako delcev kot tudi valovanja.
Koncept delčnovalovne dualnosti pravi, da klasični izraz »delca« ali »valovanja« ne more popolnoma opisati obnašanja na kvantni velikosti, kot so tudi fotoni ali snov. Dualnost delca in valovanja je primer načela komplementarnosti v kvantni fiziki. Ustrezen primer dualiznosti valovanja in delca je poskus z dvojno režo, ki je obravnavan spodaj.

### Poskus z dvojno režo
Pri poskusu z dvojno režo, ki ga je prvotno izvedel Thomas Young leta 1803, desetletje kasneje pa še Augustin Fresnel, je curek svetlobe usmerjen skozi dve ozki in blizu postavljeni reži, kar na zaslonu proizvede interferenčni vzorec svetlih in temnih pasov. Če se katerakoli izmed rež zakrije, bo marsikdo sprva pričakoval, da bo jakost pasov zaradi interference povsod le prepolovljena. Vendar se takoj za odprto režo prikaže veliko preprostejši,uklonski vzorec. Enako obnašanje se lahko prikaže z vodnim valom, zato je poskus z dvojno režo prikaz valovne narave svetlobe.
Izvedle so se tudi različice poskusa z dvojno režo: uporabili so se elektroni, atomi in celo velike molekule, prikazal pa se je enak interferenčni vzorec. Iz tega se lahko sklepa, da vsa snov odraža tako značilnosti delca in valovanja.
Tudi če je jakost vira zmanjšana, tako da gre skozi reži naenkrat le en delec (torej foton ali elektron), se skozi čas pojavi enak interferenčni vzorec. Kvantni delec se obnaša kot valovanje, ko gre skozi dvojni reži, toda kot delec, ko se ga izmeri. To je tipična značilnost kvantne komplementarnosti: kvantni delec se v poskusu za merjenje valovnih značilnosti obnaša kot valovanje, pri poskusu za merjenje delčnih značilnosti, pa se obnaša kot delec. Točka na zaslonu, kjer se katerikoli posamezni delec pokaže, je rezultat naključnega procesa. Toda porazdelitveni vzorec več posameznih delcev odraža uklonski vzorec, ki ga ustvari valovanje.

### Uporaba za vodikov atom
De Broglie je Bohrov model atoma razširil tako, da je pokazal, da se lahko elektron, ki kroži okrog jedra, obnaša kot valovanje. V posebnem se elektron lahko opazuje le v situacijah, ko to omogoča stoječe valovanje okrog jedra. Zgled stoječega valovanja je violinska struna, ki je pritrjena na obeh koncih in se lahko zavibrira. Valovanje, ki ga ustvari instrument s strunami, oscilira na mestu, torej gor in dol. Valovna dolžina stoječega valovanja je povezana z dolžino vibrajočega telesa in mejnih pogojev. Na primer, ker je violinska struna pritrjena na obeh koncih, lahko nosi stoječe valovanje valovnih dolžin {\displaystyle {\frac {2l}{n}}}, kjer je l dolžina in n naravno število. De Broglie je predlagal, da bi dovoljene elektronske orbite bile le te, katerih obseg bi bil naravno število valovnih dolžin. Valovna dolžina elektrona torej določa, da obstajajo le določene Bohrove orbite na le določenih razdaljah. Torej bi na katerikoli razdalji od jedra, ki je manjša od določene vrednosti, bilo nemogoče vzpostaviti orbito. Najmanjša možna razdalja od jedra se imenuje Bohrov polmer.
De Broglievo obravnavanje kvantnih dogodkov je služilo kot začetna točka za Schrödingerja, ko je poskušal sestaviti valovno enačbo, da bi opisal kvantne teoretične dogodke.

## Spin
Leta 1922 sta Otto Stern in Walther Gerlach skozi nehomogeno magnetno polje streljala atome srebra. Relativno na svoj severni pol, kažoč gor ali dol oziroma nekam vmes, bi se vržen magnet skozi magnetno polje na krajših ali daljših razdaljah obrnil gor ali dol. Atomi, ki sta jih streljala Stern in Gerlach skozi magnetno polje, so se obnašali podobno. Toda magneti se obrnejo na spremenljivih razdaljah, atomi pa vedno na konstantni razdalji. Iz tega sledi, da je značilnost atoma, ki pripada magnetni usmerjenosti, kvantizirana, saj vzame eno izmed dveh vrednosti (ali gor ali dol), kar je v nasprotju z izbiro kateregakoli kota.
Ralph Kronig je osnoval teorijo, pri kateri se delci, kot so atomi ali elektroni, obnašajo, kot da bi se vrteli okrog svoje osi, imeli so spin (angleško spin pomeni vrteti se). Spin bi lahko pojasnil manjkajoči magnetni moment in bi dovolil dvema elektronoma v enaki orbitali zavzeti različni kvantni stanji, kot da bi se vrtela v nasprotnih smereh. Tako bi zadostila Paulijevemu izključitvenemu načelu. Kvantno število predstavlja (pozitiven ali negativen) spin.

## Izoblikovanje moderne kvantne mehanike
Leta 1925 je Werner Heisenberg poskušal rešiti enega izmed problemov, ki jih je Bohrov model pustil neodgovorjene – pojasniti jakosti različnih črt v vodikovem emisijskem spektru. Skozi niz matematičnih analogij je zapisal kvantnomehansko analogijo za klasični izračun jakosti. Kmalu za tem je Heisenbergov kolega Max Born odkril, da bi bila Heisenbergova metoda izračunanja verjetnosti prehoda med različnimi energijskimi stopnjami najbolje izražena v obliki matrik.
Istega leta je Erwin Schrödinger, ko je delal na de Broglievi domnevi, izoblikoval enačbo, ki opiše obnašanje kvantnomehanskega valovanja. Ta matematični model, imenovan Schrödingerjeva enačba po izumitelju, je središče kvantne mehanike, saj definira dovoljena stanja kvantnega sistema in opiše, kako se kvantna stanja spreminjajo skozi čas. Samo valovanje je opisano z matematično funkcijo, znano kot »valovna funkcija«. Schrödinger je rekel, da valovna funkcija poda »orodja za napoved verjetnosti rezultatov meritev«.

## Københavnska interpretacija
Bohr, Heisenberg in drugi so skušali pojasniti, kaj eksperimentalni rezultati in matematični modeli res pomenijo. Njihov opis, znan kot københavnska interpretacija kvantne mehanike, je želel opisati naravo v stvarnosti, kot jo prikazujejo vsi eksperimentalni rezultati.
Glavna načela københavnske interpretacije so:
1. sistem je popolnoma opisan z valovno funkcijo, po navadi predstavljeno z grško črko {\displaystyle \psi } (»psi«). (Heisenberg)
2. kako se {\displaystyle \psi } spreminja skozi čas je podano s Schrödingerjevo enačbo.
3. opis narave je v glavnem verjetnostni. Verjetnost dogodka – na primer, kje na zaslonu se bo pojavil delec v poskusu z dvema režama – je povezana s kvadratom absolutne vrednosti amplitude valovne funkcije. (Bornovo pravilo, od Maxa Borna, ki poda fizikalni pomen valovni funkciji v københavnski interpretaciji: verjetnostna amplituda)
4. ni možno poznati vseh vrednosti sistema naenkrat; značilnosti, ki niso natančno podane, se morajo opisati z verjetnostmi. (Heisenbergovo načelo nedoločenosti)
5. snov, kot energija odraža dualnost valovanja in delca. Poskus lahko pokaže delčno sestavo snovi, lahko pa tudi valovno naravo; ne oboje naenkrat. (načelo komplementarnosti od Bohra)
6. merilne naprave so izključno klasične naprave in merijo klasične značilnosti, kot so lega in gibalna količina.
7. kvantnomehanski opis velikih sistemov bi moral biti zelo podoben klasičnim opisom. (načelo korespondence Bohra in Heisenberga)

### Načelo nedoločenosti
Recimo, da je treba izmeriti lego in hitrost telesa – na primer avtomobila, ki se vozi mimo skritega radarja. Lahko se predpostavi, da ima avtomobil določeno lego in hitrost v določenem časovnem trenutku. Kako točno se bodo te vrednosti izmerile, se lahko določi na podlagi kakovosti opreme. Če se točnost merilcev izboljša, se rezultat približa pravi vrednosti. Na prvi pogled izgleda, da se lahko lega in hitrost avtomobila izmeri tako točno, kakor se želi.
Leta 1927 je Heisenberg dokazal, da zadnji sklep ni pravilen. Kvantna mehanika pokaže, da določeni pari fizikalnih značilnosti, na primer lega in hitrost, ne morejo biti hkrati točno izmerjeni, niti definirani v izrazih, s katerimi se dela: tem bolj, kot se bo točno izmerilo eno značilnost, tem manj točno se bo lahko izmerilo drugo značilnost. Ta trditev je znana kot načelo nedoločenosti. Načelo nedoločenosti ni le trditev o točnosti merilnih naprav, temveč je, še globlje, koncept narave in njenih merjenih značilnosti – trditev, da ima avto naenkrat določeno lego in hitrost v kvantni mehaniki ne deluje. Pri velikostih avtomobilov in ljudi so te nedoločenosti zanemarljive, a ko se dela z atomi in elektroni, postanejo kritične.

## Diracove valovne enačbe
Leta 1928 je Paul Dirac razširil Paulijeve enačbe, ki opisujejo vrteče se elektrone, da bi upošteval še posebno teorijo relativnosti. Rezultat je bila teorija, ki je lepo obravnavala dogodke, kot so hitrost, pri kateri elektron kroži okrog jedra, ki je že dobršen delež svetlobne hitrosti. Z uporabo najosnovnejše elektromagnetne interakcije je bil Dirac zmožen napovedati vrednost magnetne količine, ki se povezuje na elektronov spin in eksperimentalno odkril vrednost, ki je bila prevelika, da bi bila vrednost vrteče se naelektrene krogle, ki jo obravnava klasična fizika. Lahko je rešil spektralne črte vodikovega atoma in iz prvih fizikalnih načel obnovil Sommerfeldovo uspešno formulo za fino strukturo vodikovega spektra.
Diracove enačbe so ponekod podale negativno vrednost za energijo, za katero je podal rešitev: predpostavil je obstoj antielektrona in dinamičnega vakuuma. To je vodilo v kvantno teorijo polja več delcev.

## Kvantna teorija polja
Zamisel kvantne teorije polja se je začela v poznih 20. letih z angleškim fizikom Paulom Diracom, ko je poskušal kvantizirati elektromagnetno polje – sledil je začetek ustvarjanja kvantne teorije iz klasične teorije.
Merriam-Webster definira polje v fiziki kot »območje v prostoru, v katerem obstajajo podani učinki (kot na primer magnetizem)«. Ostala učinka, ki obstajata v polju, sta gravitacija in statična elektrika. Leta 2008 je fizik Richard Hammond zapisal:
Včasih razlikujemo kvantno mehaniko (QM) in kvantno teorijo polja (QFT). QM se nanaša na sistem, kjer je število delcev stalno, polja (kot elektromehansko polje) pa so zvezne klasične entitete. QFT ... gre korak naprej in dovoli nastanek in anihilacijo delcev ...
 Dodal je tudi, da se kvantna mehanika pogosto nanaša tudi na »skupni kvantni pogled«.:108
Leta 1931 je Dirac predlagal obstoj delcev, ki so kasneje postali znani kot antimaterija. Dirac si je leta 1933 delil Nobelovo nagrado za fiziko s Schrödingerjem »za odkritje novih produktivnih oblik atomske teorije«.

## Kvantna elektrodinamika
Kvantna elektrodinamika (QED) je ime za kvantno teorijo elektromagnetnih sil. Razumevanje QED se začne z razumevanjem elektromagnetizma. Elektromagnetizem se lahko imenuje »elektrodinamika«, saj je dinamična interakcija med električnimi in magnetnimi silami. Elektromagnetizem se začne z električnim nabojem.

## Standardni model
V 60. letih so se fiziki zavedli, da se kvantna elektrodinamika poruši na ekstremno visokih energijah. Iz te luknje v teoriji se je razvil standardni model fizike delcev, ki je pojasnil porušitev pri višjih energijah. To je še ena razširjena kvantna teorija polja, ki združi elektromagnetne in šibke interakcije v eno teorijo. To se imenuje elektrošibka teorija.
Dodatno standardni model vsebuje visoko energijsko poenotenje elektrošibke teorije z močno silo, ki je opisana s kvantno kromodinamiko. Obravnava tudi povezavo z gravitacijo kot še eno umeritveno teorijo, a povezava je trenutno še dokaj nerazumljiva. Uspešno napoved Higgsovega bozona, da bi pojasnili vztrajnostno maso, je potrdil Veliki hadronski trkalnik, zato je standardni model sedaj več ali manj obravnavan kot končan opis fizike delcev, kot je poznana.

## Interpretacije
Fizikalne meritve, enačbe in napovedi, ki ustrezajo kvantni mehaniki, so vse točne in so tudi na visoki ravni potrjenosti. Toda vprašanje, kaj ti abstraktni modeli pravijo o skriti naravi stvarnega sveta, dobiva različne odgovore. Te interpretacije so zelo različne, ponekod pa tudi zelo abstraktne. Na primer københavnska interpretacija pravi, da so pred meritvijo stanja delcev popolnoma nejasna in brez pomena, v interpretaciji več svetov pa obstaja možno multivesolje, ki vsebuje vsa možna vesolja.

## Uporaba
Uporaba kvantne mehanike vključuje laser, tranzistor, elektronski mikroskop in slikanje z magnetno resonanco. Poseben razred uporabe kvantne mehanike je povezan z makroskopskimi kvantnimi pojavi, kot na primer supertekoči helij in superprevodniki. Raziskovanje superprevodnikov je vodilo v odkritje diode in tranzistorja, ki sta ključna za moderno elektroniko.
Tudi v preprostem svetlobnem stikalu, je kvantno tuneliranje absolutno ključno, saj bi sicer elektroni v električnem toku ne ubogali potencialne ograje, ki je zgrajena iz plasti oksida. Bliskovni pomnilniki, ki se jih najde v USB-ključih, tudi uporabljajo kvantno tuneliranje za izbris spominskih celic.